# Stíny (film)
Stíny (v anglickém originále Shadows) je americký film režiséra Johna Cassavetese. Hrají v něm Ben Carruthers, Lelia Goldoni, Rupert Crosse, Hugh Hurd a další. V jedné scéně v nočním klubu se mihne i režisérova manželka Gena Rowlands. Natočen byl v roce 1957 a poprvé promítán v roce 1958, ale kvůli špatné odezvě se nedostal do širší distribuce a Cassavetes se jej rozhodl natočit znovu. Původní film vzešel z improvizace, nová verze již měla pevný scénář. Původní verze byla dlouhá léta považována za ztracenou, objevena byla v roce 2002 (tato verze byla uvedena na festivalu v Rotterdamu, nicméně nadále zůstává komerčně nedostupnou). Film získal cenu kritiky na Benátském filmovém festivalu. Pozitivně o něm mluvil filmař Jonas Mekas, který o něm prohlásil, že „představuje současnou realitu svěžím a nekonvenčním způsobem.“